# 第47自動車化狙撃師団 (ロシア陸軍)
第47自動車化狙撃師団（だい47じどうしゃかそげきしだん、ロシア語: 47-я мотострелковая дивизия）は、ロシア陸軍の師団。第18諸兵科連合軍隷下。

## 概要

### 冷戦期
1969年7月、冷戦の影響に伴い、ソ連地上軍第47自動車化狙撃師団としてウクライナ・ソビエト社会主義共和国スームィ州で創設された。
1989年7月、第5198装備保管基地に改編され、1991年11月に第39親衛自動車化狙撃師団に吸収されて消滅した。

### ロシアのウクライナ侵攻
2022年9月、ロシアのウクライナ侵攻の影響に伴い、ロシア陸軍第47領土防衛師団を基幹に第47自動車化狙撃師団としてセヴァストポリで再編された。11月から師団司令部をセヴァストポリに置いたまま各隊を分遣し、第1152連隊が南部ザポリージャ州、第1153連隊が南部ヘルソン州、第1154連隊が東部ドネツィク州に配備され、友軍の救援のため各地に展開した。

#### 南部・ザポリージャ戦線
2023年8月、第1152連隊が南部ザポリージャ州ポロヒー地区に配備され、第810独立親衛海軍歩兵旅団の救援でロボティネ方面を防御した。

#### 南部・ドニエプル川戦線
2023年12月、南部ヘルソン州ヘルソン地区に再配置され、第104空中強襲師団、PMCコンボイと共にクリンキ方面に展開した。

## 編制
- 師団司令部（セヴァストポリ）[2]
- 第1152自動車化狙撃連隊[2]
- 第1153自動車化狙撃連隊[2]
- 第1154自動車化狙撃連隊[2]